# Fredonia (Alabama)
Fredonia es un lugar designado por el censo ubicado en el condado de Chambers en el estado estadounidense de Alabama. En el año 2010 tenía una población de 199 habitantes.

## Geografía
Fredonia se encuentra ubicado en las coordenadas 32°59′23″N 85°17′19″O / 32.98972, -85.28861.